# Walckenaeria spiralis
Walckenaeria spiralis – gatunek pająka z rodziny osnuwikowatych.

## Taksonomia
Gatunek opisany w 1882 roku przez J. H. Emertona jako Spiropalpus spiralis. W 1926 E. Simon przeniósł go do rodzaju Cornicularia, a w 1928 Crosby i Bishop do rodzaju Prosopotheca. W rodzaju Walckenaeria umieszczony przez C. D. Dondale'a i J. H. Rednera w 1972.

## Występowanie
Gatunek występuje na Alasce, w Rosji, Kanadzie i Stanach Zjednoczonych.